# R. H. Bing
R. H. Bing   (Oakwood, 20 d'octubre de 1914 - Austin, 28 d'abril de 1986) va ser un matemàtic estatunidenc. Al contrari del que es pot pensar R. H. no és una abreviatura, sinó el seu nom tal com va ser inscrit en néixer, ja que el seu pare li volia posar el seu mateix nom, Rupert Henry, però la seva mare el considerava excessivament britànic per Texas i van adoptar el compromís d'inscriure només les inicials. Quan ja era adult, va necessitar un visat i el funcionari li va dir que no admetien abreviatures com nom i ell va explicar pacientment que el seu nom era "R" "only" "H" "only" "Bing" i li van emetre el visat amb el nom de Ronly Honly Bing.

## Vida i Obra
La seva mare era mestra de primària i el seu pare era el superintendent del districte escolar d'Oakwood (Texas). El seu pare va deixar l'ensenyament els darrers anys de la seva vida i va comprar unes granges i una botiga que va dirigir amb bastant èxit, però va morir quan ell només tenia cinc anys. Va estudiar al Southwest Texas State Teachers College de San Marcos (Texas) (actual Universitat Estatal de Texas) en el qual es va graduar el 1935. A partir d'aleshores va ser professor de secundària a diferents instituts de secundària mentre els estius anava a fer cursos a la universitat de Texas a Austin, en els quals va entrar en contacte amb el professor Robert Lee Moore qui li va dirigir la tesi doctoral. Des de 1942 va tenir una plaça docent a la pròpia universitat. El 1947, dos anys després de doctorar-se, va anar a la universitat de Wisconsin a Madison, on va romandre fins al 1973, excepte alguns anys sabàtics a altres institucions, i on va crear una forta escola de topologia. El 1973 va retornar a la universitat de Texas a Austin de la qual es va retirar el 1985.
Bing va publicar més d'un centenar d'obres entre articles, llibres i monografies. El seu camp de treball va ser la topologia, camp en qual va fer aportacions notables com la caracterització de l'esfera de Kline, la construcció del pseudoarc fruit dels seus treballs en el continu i els seus treballs sobre metrització de l'espai i sobre 3-varietats.